# Tobias Foss
Tobias Svendsen Foss (født 25. maj 1997 i Vingrom) er en cykelrytter fra Norge, der er på kontrakt hos Ineos Grenadiers.
Ved enkeltstarten under VM i landevejscykling 2022 vandt Foss overraskende guldmedalje.